# مايفيلد (نيويورك)
مايفيلد (بالإنجليزية: Mayfield, New York)‏ هي بلدة أمريكية تقع في الولايات المتحدة في مقاطعة فولتون، نيويورك. يقدر عدد سكانها بـ 6,495 نسمة وترتفع عن سطح البحر 255 متر.